# Mina Watanabe
Mina Watanabe (japanisch 渡邉美奈 Watanabe Mina; * 16. September 1985) ist eine ehemalige japanische Judoka. Sie war 2009 Weltmeisterschaftsdritte im Mittelgewicht, der Gewichtsklasse bis 70 Kilogramm.

## Sportliche Karriere
Mina Watanabe war 2003 U20-Asienmeisterin. 2004 belegte sie den siebten Platz bei den Juniorenweltmeisterschaften, gewann aber zum Jahresende den Fukuoka Cup. 2005 siegte sie bei den Asienmeisterschaften in Taschkent. 2006 gewann sie das Weltcupturnier in Budapest und belegte den zweiten Platz bei den Ostasienmeisterschaften. Ende 2006 gewann sie noch einmal beim Fukuoka Cup. 2007 und 2008 war sie Dritte der japanischen Meisterschaften. Ende 2008 belegte sie den dritten Platz bei der Erstaustragung des Grand-Slam-Turniers in Tokio. Bei den Weltmeisterschaften 2009 in Rotterdam bezwang sie im Viertelfinale die Slowenin Raša Sraka und unterlag im Halbfinale der Ungarin Anett Mészáros. Mit einem Sieg über die Britin Sally Conway gewann sie eine Bronzemedaille. Im Finale des Grand-Slam-Turniers in Tokio 2009 traf sie erneut auf Anett Mészáros und diesmal gewann Watanabe. Bei den Weltmeisterschaften 2010 in Tokio belegte Watanabe den siebten Platz. Zwei Monate nach den Weltmeisterschaften fanden in Guangzhou die Asienspiele 2010 statt, Watanabe unterlag im Viertelfinale der Nordkoreanerin Sol Kyong und belegte letztlich den fünften Platz. 2012 war sie noch einmal Dritte bei den Ostasienspielen in Gochang, bei diesem Turnier trat sie im Halbschwergewicht an.